# Limbangan (Wanareja)
Limbangan is een bestuurslaag in het regentschap Cilacap van de provincie Midden-Java, Indonesië. Limbangan telt 11.180 inwoners (volkstelling 2010).